# Frihet och direktdemokrati
Frihet och direktdemokrati Svoboda a přímá demokracie – Tomio Okamura (SPD) är ett invandrings- och EU-kritiskt tjeckiskt parti, bildat den 5 maj 2015 av åtta parlamentariker som lämnat partiet Gryning. SPD fick 22 platser i det tjeckiska parlamentet vid valet i oktober 2017. dvs över 15% -närmast jämfört med  Kristna och demokratiska unionen fick 21 mandat på 14,3% 
Partiet tog sitt namn efter EU-parlamentsgruppen Frihet och direktdemokrati i Europa vars ledare man inbjöd till en konferens i Prag i december 2017.